# Blodrød storkenæb
Blodrød storkenæb (Geranium sanguineum) er en 15-45 cm høj urt, der vokser på tør, åben bund. Den forvilder sig let fra haver, hvis de rette betingelser er til stede..

## Beskrivelse
Blodrød storkenæb er en løvfældende flerårig urt med en lav, pudeformet eller nedliggende vækstform. Stænglerne er lysegrønne og stivhårede. Bladene sidder i en grundstillet roset, og de er runde og femlappede med dybt snitdelt rand og tydelige, forsænkede ribber. Oversiden er mørkegrøn, mens undersiden er grågrøn. Om efteråret kan nogle eller alle blade farves smukt orange. Blomstringen sker i juli-august. Blomsterne sidder på hver deres egen stængel, som bærer nogle få blade, og som hæver sig op over bladrosetten. Planten danner spiredygtigt frø og forvilder sig let under de rette betingelser, – dog uden at blive til ukrudt.
Rodnettet er godt forgrenet og meget dybtgående. Planten breder sig en smule med korte, underjordiske udløbere.
Højde x bredde og årlig tilvækst: 0,25 x 1 m (25 x 10 cm/år).

## Voksested
Blodrød storkenæb vokser over det meste af Europa, dog med en forkærlighed for de tørre og solrige egne. Her i landet kan man finde den på sydvendte, kalkrige skrænter som f.eks. på Røsnæs. I øvrigt findes den i Danmark hist og her i det nordlige Jylland, på Nordfyn, i Nord- og Vestsjælland samt på Bornholm.
Langs stranden i Sejerøbugten findes arten sammen med bl.a. alm. pimpinelle, slangehoved, bakkenellike, fåresvingel, harekløver, håret høgeurt, kornet stenbræk, markfrytle, nikkende kobjælde, rosenkatost, smalbladet høgeurt, smalbladet timian, vellugtende gulaks og vild gulerod 

## Galleri
- Billeder af Blodrød storkenæb
- Blomst
- Blade
- Vækstform
- Farvevariant
- Høstfarve
- Habitat

| Portal | Portal:Botanik |

## Note
1. ↑  Jørgen Stoltz: Notat om naturforholdene på Hedevangs strandareal